# Inge Osswald
Inge Osswald (* 1938 in Stuttgart) ist eine deutsche Grafikerin, Fotografin und Hochschullehrerin. Sie ist vor allem für ihre abstrakten Farbfotografien bekannt.

## Leben und Werk
Nach einer Fotografinnenlehre in ihrer Heimatstadt Stuttgart ging Inge Osswald 1957 nach Saarbrücken und studierte dort Fotografie bei Otto Steinert an der Schule für Kunst und Handwerk. Schon im folgenden Jahr wird sie Steinerts Assistentin. 1960 studierte sie freie und angewandte Grafik an der Folkwangschule in Essen. Bis 1969 ist sie außerdem als Werkmeisterin an der Folkwangschule tätig und betreut die handwerkliche Ausbildung der Studierenden. In den 1970er-Jahren führte Osswald ein eigenes Studio für Fotografie und Grafik und spezialisierte sich unter anderem auf Werbung für die Pharmaindustrie. Nach ersten Lehraufträgen in Wuppertal und Dortmund wurde sie 1979 als Professorin für Fotografie an die Universität-Gesamthochschule Essen berufen. Dort lehrte sie bis 2002 und unterrichtete unter anderem den Grundkurs Fotografie. In den 1970er-Jahren folgen Berufungen in die Gesellschaft deutscher Lichtbildner (GDL), die Deutsche Gesellschaft für Fotografie, sowie in den Bund Freischaffender Fotodesigner. Von 1989 bis 1992 war sie Vizepräsidentin der Fotografischen Akademie GDL.
Inge Osswald macht das Licht selbst in seinen unterschiedlichen Erscheinungsformen zum Gegenstand ihrer oft großformatigen Bilder. Durch gezielte Manipulation der eingesetzten Lichtquellen erwecken einige ihrer Werke den Eindruck, es ließe sich ein konkreter Gegenstand im Bild festmachen. Doch dieser Eindruck täuscht bewusst. Osswald ist nicht an der Abbildung von Objekten interessiert, sondern lässt das Bild selbst zum Objekt werden. Zugleich betont sie den synästhetischen Aspekt des Gestaltungsvorgangs, der jedem Werk zugrunde liegt. Das Licht im Bild wird durch Form, Farbe und Klang geprägt und in mehreren Vorgängen Schicht um Schicht auf den Bildgrund aufgetragen. Ihre Bilder bewegen sich so an der Grenze von subjektiver Fotografie und der objektiven Erforschung farbfotografischer Verfahren.
Inge Osswalds farbige Lichtstudien lassen sich dem Feld der analytischen Fotografie zurechnen, welches auch einen wichtigen Platz in ihrer Lehre hatte. Ziel dieser Gattung ist, die grundlegenden Komponenten der Fotografie – das Licht und die lichtempfindliche Schicht – zu untersuchen. Osswald geht dabei über das Experimentieren mit Fotopapier und Chemie hinaus und baut ihre Bilder, zum Teil von konkreten Formen ausgehend, schichtweise zu abstrakten Farbkompositionen auf. Sie lotet Analogien zwischen Gestaltung und Musik aus und fragt, ob Licht und Farbe einen eigenen Klang haben.

## Sammlungen
Seit 1993 befinden sich vier Werke in der Sammlung des Museum für Kunst und Gewerbe Hamburg. Inge Osswalds Werke sind außerdem in den Sammlungen des Museum Folkwang (Essen), der Sammlung Helmut Gernsheims (Castagnola, CH) und weiteren öffentlichen sowie privaten Sammlungen vertreten.

## Ausstellungen
Ab den frühen 1960er Jahren, unmittelbar nach ihrem Studium an der Folkwangschule, wurden Osswalds Bilder in Gruppenausstellungen in Westdeutschland gezeigt. In den darauffolgenden Jahrzehnten ist sie im Kontext ihrer Mitgliedschaften in der Gesellschaft deutscher Lichtbildner in weiteren Ausstellungen vertreten. Ab den 1990er Jahren folgten Einzelausstellungen und Gruppenausstellungen im internationalen Raum.

### Einzelausstellungen
- Inge Osswald. Lichtbilder, Weinstadt, 1993
- Inge Osswald. Images de limière, Goethe-Institut Toulouse, Frankreich, 1996

### Gruppenausstellungen (Auswahl)
- Otto Steinert und Schüler, Göppinger Galerie, Frankfurt/Main und Deutsche Gesellschaft für Photographie, Köln, 1962
- Otto Steinert und Schüler, Museum Folkwang, Essen, 1965
- Gesellschaft Deutscher Lichtbildner, Haus Industrieform, Essen, 1975
- Fotografie 1919–1979 – Made in Germany. Die GDL Fotografen, Frankfurt am Main, 1979
- Otto Steinert und Schüler. Fotografie und Ausbildung 1948 bis 1978, Museum Folkwang, Essen, 1991
- Mai de la Photo, Reims, Frankreich, 1991
- Lichtbilder, Fotogalerie Lajos Keresztes, Nürnberg, 1991
- 2. Internationale Foto-Triennale, Esslingen, 1992
- Sueños de Humboldt, Venezuela, Studienprojekt mit Fotografie-Studierenden der Universität GHS Essen in Venezuela „Auf den Spuren Alexander von Humboldts“, Goethe-Institut Caracas / Centro de Estudios Latinoamericanos „Rómulo Gallegos“, November 1996 bis Februar 1997
- Wiki Women – Wissen gemeinsam ergänzen II, Museum für Kunst und Gewerbe Hamburg, 12.10.2023–28.04.2024[7]